# Yssouf Koné
Yssouf Koné (* 19. Februar 1982 in Korhogo, Savanes, Elfenbeinküste) ist ein ehemaliger Fußballspieler aus Burkina Faso. Er bestritt insgesamt 122 Spiele in der chinesischen Super League, der norwegischen Tippeligaen und der rumänischen Liga 1. Im Jahr 2006 gewann er mit Rosenborg Trondheim die norwegische, im Jahr 2010 mit CFR Cluj die rumänische Meisterschaft.

## Karriere

### Verein
Koné kam im Jahr 2005 nach Europa, nachdem er zuvor schon für Raja Casablanca, Qingdao Zhongneng und Olympique Safi gespielt hatte. Seine erste Station war US Lecce in der italienischen Serie A. Schon zur Winterpause der Saison 2005/06 verließ er den Klub wieder und schloss sich dem norwegischen Spitzenklub Rosenborg Trondheim an. Auch hier kam er nur unregelmäßig zum Einsatz, konnte aber die Meisterschaft 2006 gewinnen. Erst in der Qualifikation zur UEFA Champions League 2007/08 wurde er zum Stammspieler. In vier Spielen erzielte er sechs Tore und qualifizierte sich für die Gruppenphase. Dort erzielte er vier Tore in den Spielen gegen den FC Schalke 04, FC Valencia und FC Chelsea.
Im Sommer 2008 verließ der Stürmer den norwegischen Rekordmeister und wechselte zum amtierenden rumänischen Meister CFR Cluj. Mit dem Cluj traf er in der Gruppenphase der Champions League 2008/09 auf den FC Chelsea, AS Rom und Girondins Bordeaux. Mit dem Pokalsieg 2009 holte er seinen ersten Titel und erzielte in der Meisterschaft zehn Treffer, was aber nicht zur Titelverteidigung reichte.
In der Hinrunde der Saison 2009/10 verpasste Koné zwar verletzungsbedingt einige Spiele, konnte seinen Stammplatz aber verteidigen. Am Saisonende stand mit der Meisterschaft und einem erneuten Pokalsieg das Double. In der darauffolgenden Saison war er mit seinem Verein automatisch für die Champions League qualifiziert, schied aber in der Gruppenphase als Tabellenletzter hinter Bayern München, AS Rom und dem FC Basel aus.
Zu Beginn des Jahres 2011 kehrte Koné nach Norwegen zurück und unterschrieb bei Vålerenga Oslo. Seit Anfang 2013 war er zunächst ohne Verein, ehe er seine Laufbahn beendete.

### Nationalmannschaft
Obwohl er in Korhogo, einer Stadt in der Elfenbeinküste, geboren wurde, läuft er international für Burkina Faso auf. Er kommt bisher auf 18 Einsätze. Sein bis dato letztes Länderspiel war am 19. Januar 2010 im Rahmen des Afrika-Cups 2010 gegen Ghana.

## Erfolge
- Teilnehmer am Afrika-Cup: 2010
- Rumänischer Meister: 2010
- Rumänischer Pokalsieger: 2009, 2010
- Norwegischer Meister: 2006